# 授乳

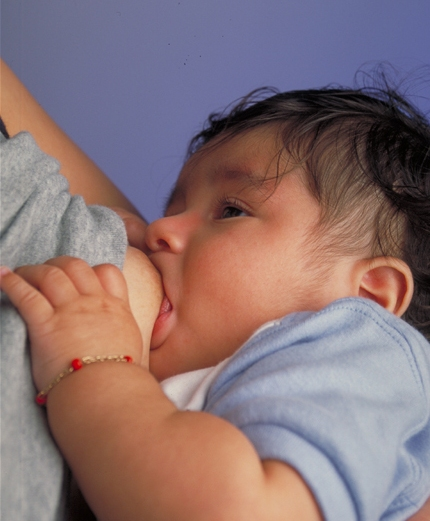
乳を飲む乳児

授乳（じゅにゅう）は、乳児に乳を飲ませること。母乳を直接与える場合と人工の乳（育児用ミルク。飼育されている動物では、その種用に調整された）を与える場合がある。
哺乳ともいう。

## ヒトの授乳

### 栄養方法
乳児の栄養方法には、母乳のみを与える母乳栄養、育児用の粉ミルク等を用いる人工栄養、母乳と粉ミルク等を併用する混合栄養がある。

#### 母乳栄養
子供が母親の胸に吸い付く搾乳刺激によりプロラクチンの分泌が促進されることで、母性行動を誘発し母乳が分泌される。
母乳育児には、1.乳児に最適な成分組成で代謝負担が少ないこと、2.感染症の発症や重症度の低下、3.母子関係の良好な形成、4.出産後の母体の回復促進などの点で利点がある。また、母乳栄養児は人工栄養児に比べて肥満となるリスクが低く、2型糖尿病に関しても小児及び成人での糖尿病の発症リスクが低いといった報告がある。
1989年3月には世界保健機関（WHO）と国際連合児童基金（UNICEF）が「母乳育児を成功させるための十か条」を共同で発表した。
過去にはネスレなどの大手食品メーカが粉ミルクの宣伝を行い母乳栄養を妨げているとしてボイコット運動が展開されたことがある。

母乳を与えるのは必ずしも産みの親とは限らない。

#### 母乳の代替品
母親が感染症に罹患している場合、投薬を受けている場合、赤ちゃんの状態や母乳の分泌状態等により母乳を与えられない場合などに育児用ミルクが用いられる。育児用ミルクの調乳については授乳の都度、授乳の直前に調乳することが基本とされている。2007年に世界保健機関（WHO）及び国連食糧農業機関（FAO）から「乳児用調整粉乳の安全な調乳、保存及び取扱いに関するガイドライン」が出されている。
液状の人工乳である乳児用液体ミルクもあり、調乳の手間がないこと、地震等の災害時でライフラインが断絶したときでも水や燃料等を使わず授乳できることなどの利点がある。
一方、牛乳は鉄含有量が少なく、乳児期から1日400ml以上飲ませると鉄欠乏性貧血の原因になりうるので、育児用粉ミルクや母乳の代わりに飲ますのは1歳以降にすべきであるとされている。
かつて、青森県の農村では、母乳の不足をやむを得ず薄い米のとぎ汁で補ったことがあった。その結果、幼児に発生したリボフラビン（ビタミンB2）欠乏症はシビ・ガッチャキ病として知られる。

### 授乳期の特徴
新生児の口腔は哺乳に適するようにできている。乳児期初期には胃腸の発達が十分でないため吐乳や溢乳が多いが、筋肉の発達とともに嘔吐しにくくなる。
成長に伴い母乳や育児用ミルクの乳汁だけでは不足するエネルギーや栄養素を補完するために幼児食に移行する過程を離乳という。

## その他の哺乳類の授乳
- 肉食獣：母親はゆったりと横になり、腹ばいになった仔が乳首に吸い付く形が多い（下記写真参照）。
- 草食獣：産屋や子育ての場としての巣を作る種類と作らない種類がある。巣を作らない草食獣の多くは天敵に襲われるのを警戒し、立ったまま授乳する。仔も立ったまま母親の腹の下に鼻を突っ込んで乳を飲む。
- 有袋類：仔は母親の袋（育児嚢）にもぐりこみ自力で乳首に吸い付く。
- 海生哺乳類：海に生きる哺乳類の場合、海中で授乳を行うものと陸上で行うものがある。陸にあがれないクジラ類は海中で授乳し、アシカ・アザラシ類は陸上で授乳する。
- 単孔類：乳首が無いため、仔は母親の乳腺から染み出す乳汁を舐めとる。

哺乳類の授乳
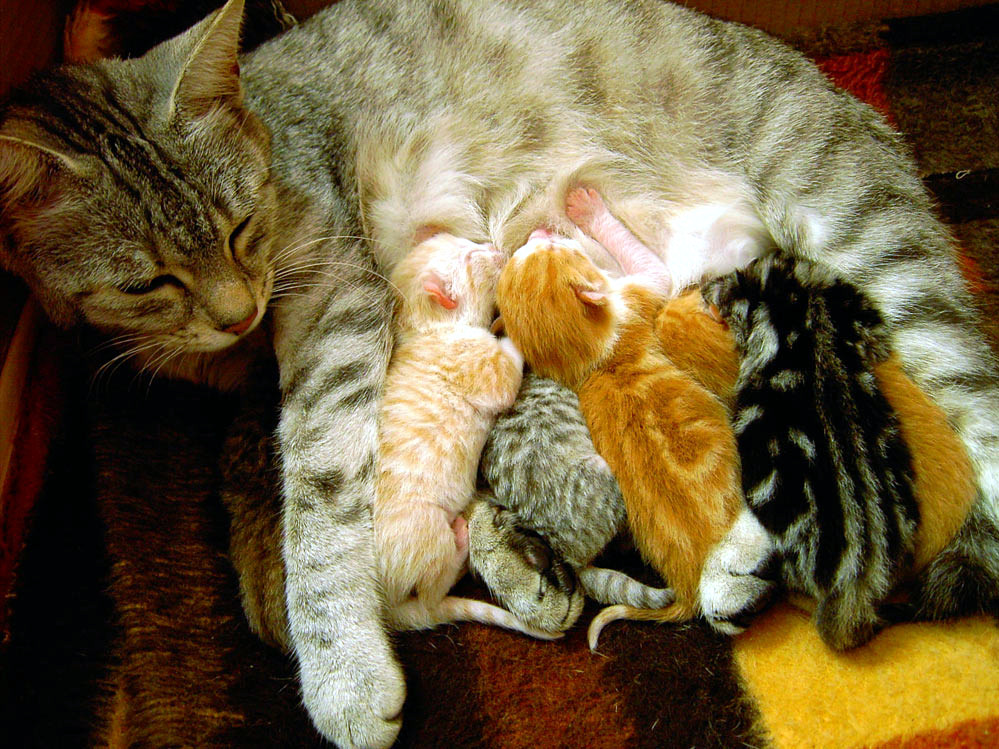
肉食動物であるネコの授乳。 母ネコは横になって授乳。
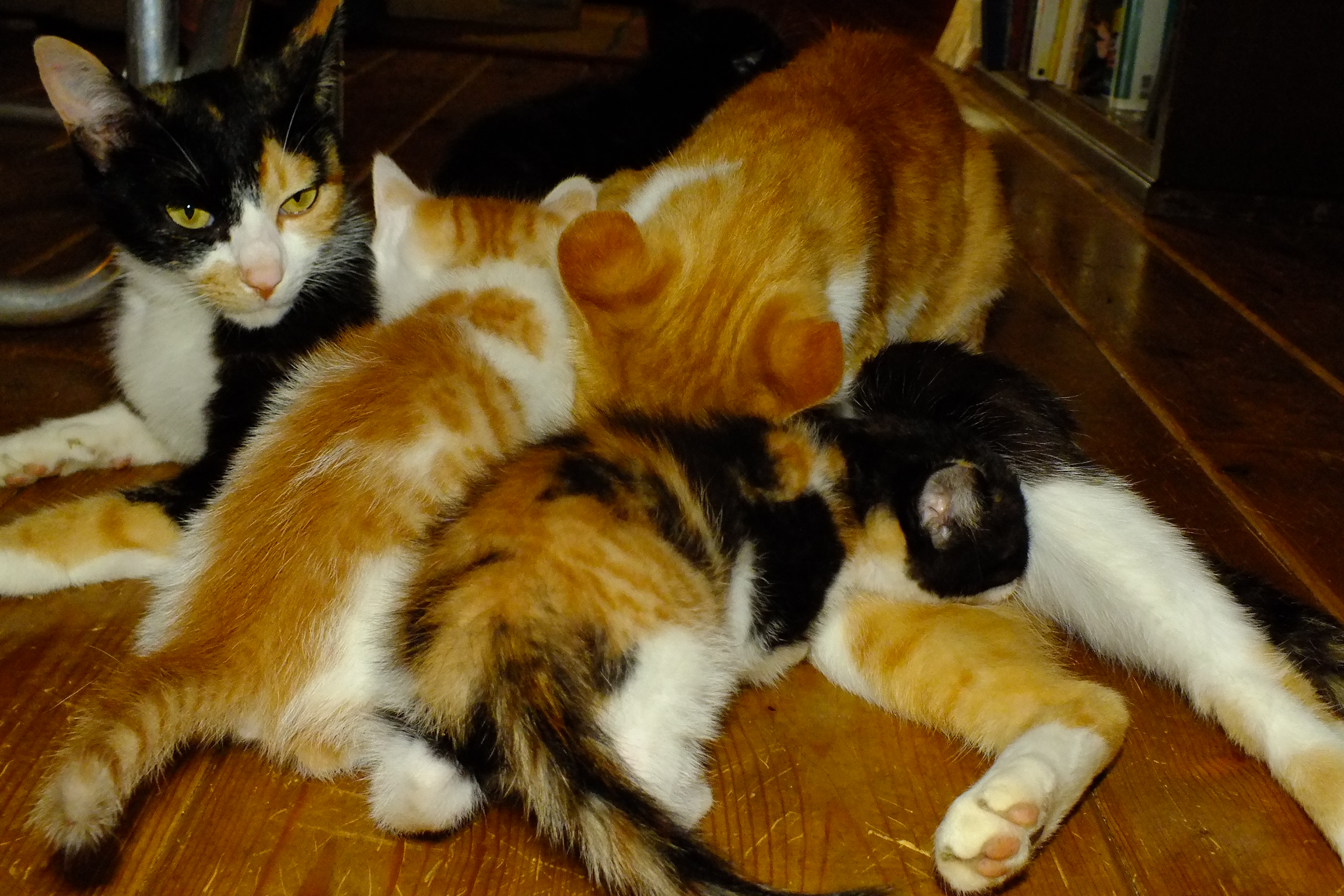
ネコの場合、新しく出産すると既に成猫した子が新しい子猫といっしょに再び母乳を吸い始めることがある。
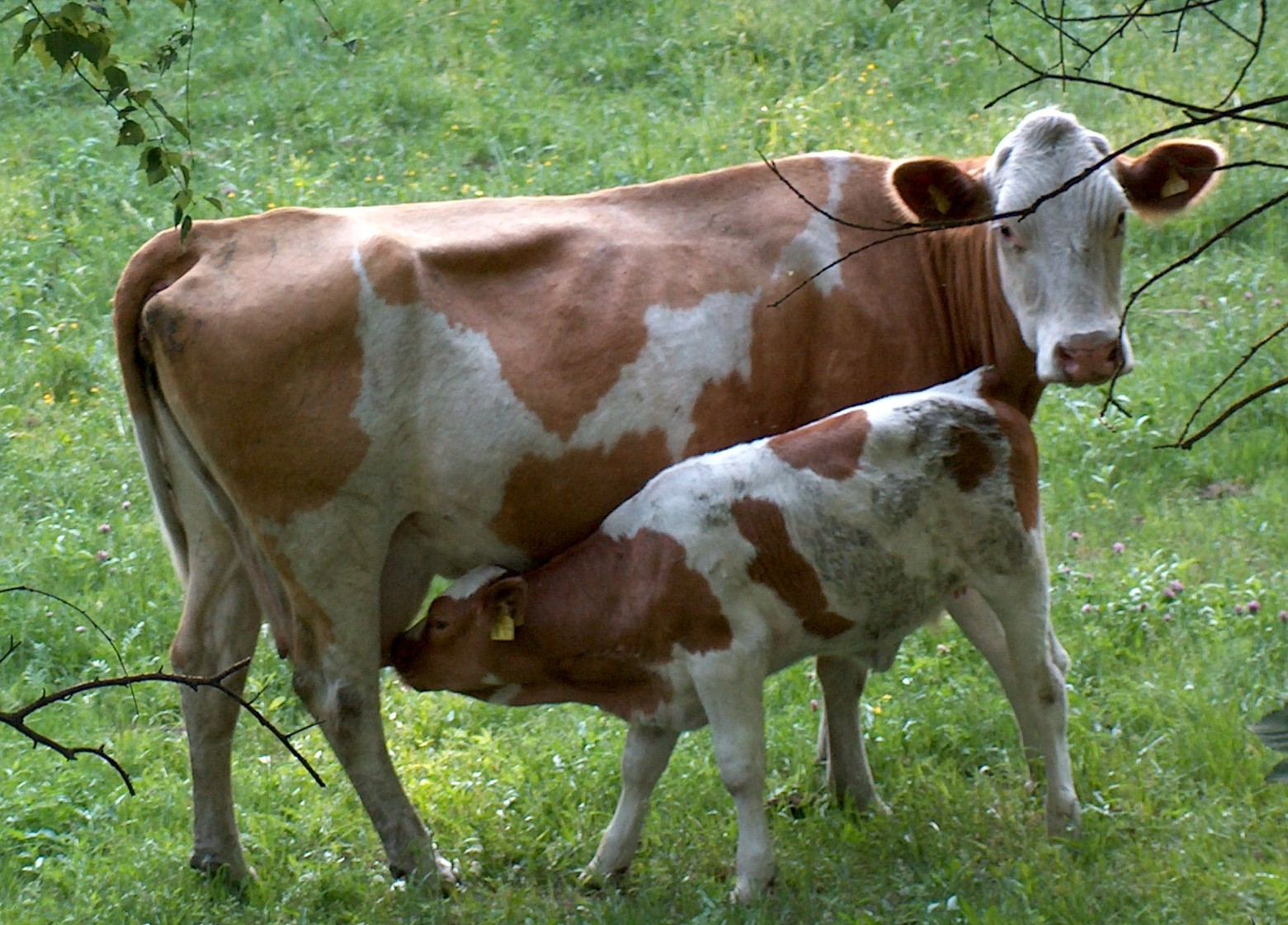
草食動物であるウシの授乳。 母ウシは立ったままで授乳。
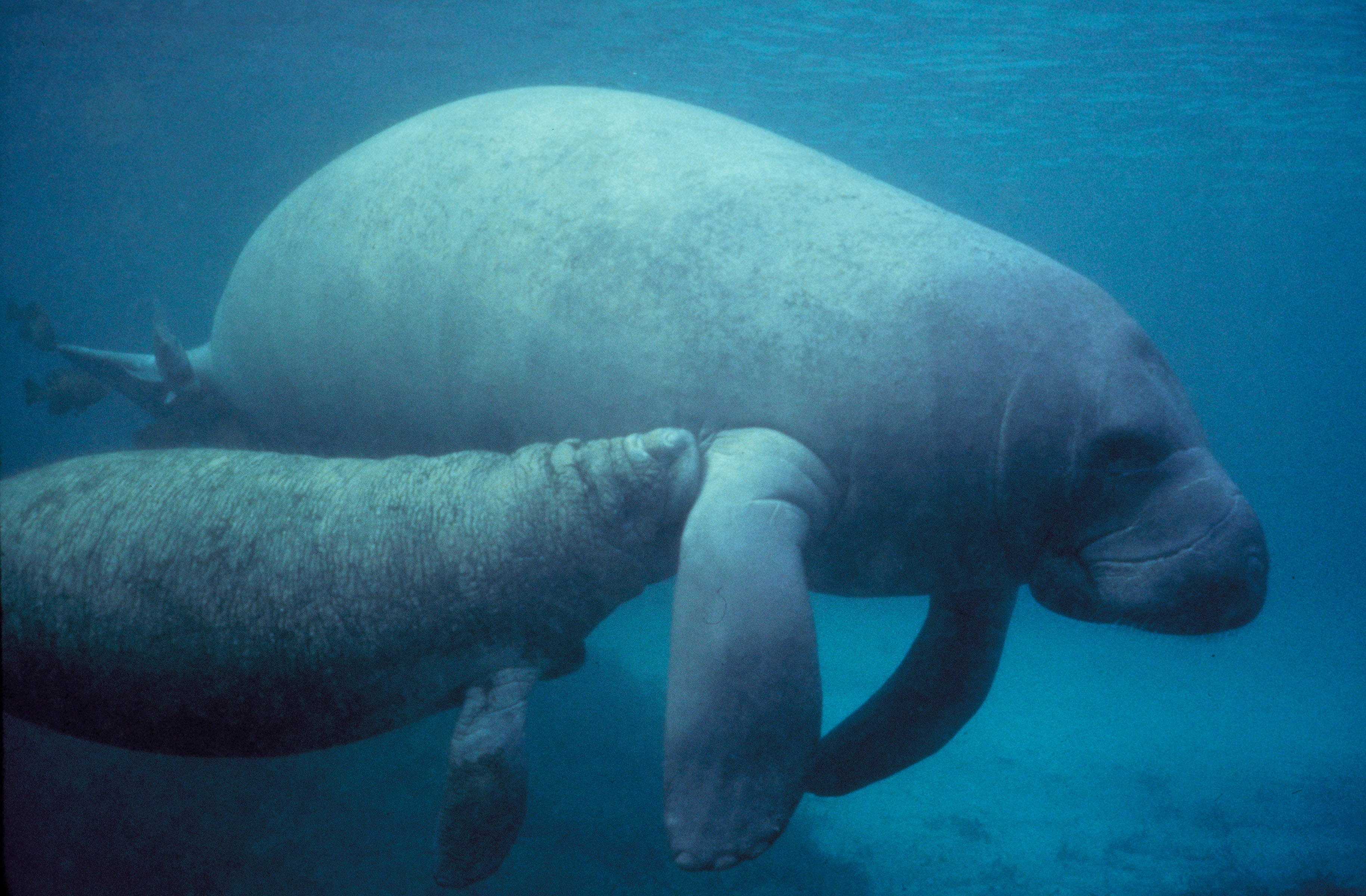
海生哺乳類であるマナティーの授乳。 海中で脇下の乳腺から授乳。

## 符号位置
| 記号 | Unicode | JIS X 0213 | 文字参照            | 名称           |
| ---- | ------- | ---------- | ------------------- | -------------- |
| 🤱   | U+1F931 | -          | &#x1F931; &#129329; | BREAST-FEEDING |

### 結合文字
| 記号 | Unicode                         | sequence   | 名称                                        |
| ---- | ------------------------------- | ---------- | ------------------------------------------- |
| 🤱🏻   | U+1F931;U+1F3FB;                | 🤱 🏻        | breast-feeding: light skin tone             |
| 🤱🏼   | U+1F931;U+1F3FC;                | 🤱 🏼        | breast-feeding: medium-light skin tone      |
| 🤱🏽   | U+1F931;U+1F3FD;                | 🤱 🏽        | breast-feeding: medium skin tone            |
| 🤱🏾   | U+1F931;U+1F3FE;                | 🤱 🏾        | breast-feeding: medium-dark skin tone       |
| 🤱🏿   | U+1F931;U+1F3FF;                | 🤱 🏿        | breast-feeding: dark skin tone              |
| 👩‍🍼   | U+1F469;U+200D;U+1F37C;         | 👩[ZWJ]🍼  | woman feeding baby                          |
| 👩🏻‍🍼   | U+1F469;U+1F3FB;U+200D;U+1F37C; | 👩 🏻[ZWJ]🍼 | woman feeding baby: light skin tone         |
| 👩🏼‍🍼   | U+1F469;U+1F3FC;U+200D;U+1F37C; | 👩 🏼[ZWJ]🍼 | woman feeding baby: medium-light skin tone  |
| 👩🏽‍🍼   | U+1F469;U+1F3FD;U+200D;U+1F37C; | 👩 🏽[ZWJ]🍼 | woman feeding baby: medium skin tone        |
| 👩🏾‍🍼   | U+1F469;U+1F3FE;U+200D;U+1F37C; | 👩 🏾[ZWJ]🍼 | woman feeding baby: medium-dark skin tone   |
| 👩🏿‍🍼   | U+1F469;U+1F3FF;U+200D;U+1F37C; | 👩 🏿[ZWJ]🍼 | woman feeding baby: dark skin tone          |
| 👨‍🍼   | U+1F468;U+200D;U+1F37C;         | 👨[ZWJ]🍼  | man feeding baby                            |
| 👨🏻‍🍼   | U+1F468;U+1F3FB;U+200D;U+1F37C; | 👨 🏻[ZWJ]🍼 | man feeding baby: light skin tone           |
| 👨🏼‍🍼   | U+1F468;U+1F3FC;U+200D;U+1F37C; | 👨 🏼[ZWJ]🍼 | man feeding baby: medium-light skin tone    |
| 👨🏽‍🍼   | U+1F468;U+1F3FD;U+200D;U+1F37C; | 👨 🏽[ZWJ]🍼 | man feeding baby: medium skin tone          |
| 👨🏾‍🍼   | U+1F468;U+1F3FE;U+200D;U+1F37C; | 👨 🏾[ZWJ]🍼 | man feeding baby: medium-dark skin tone     |
| 👨🏿‍🍼   | U+1F468;U+1F3FF;U+200D;U+1F37C; | 👨 🏿[ZWJ]🍼 | man feeding baby: dark skin tone            |
| 🧑‍🍼   | U+1F9D1;U+200D;U+1F37C;         | 🧑[ZWJ]🍼  | person feeding baby                         |
| 🧑🏻‍🍼   | U+1F9D1;U+1F3FB;U+200D;U+1F37C; | 🧑 🏻[ZWJ]🍼 | person feeding baby: light skin tone        |
| 🧑🏼‍🍼   | U+1F9D1;U+1F3FC;U+200D;U+1F37C; | 🧑 🏼[ZWJ]🍼 | person feeding baby: medium-light skin tone |
| 🧑🏽‍🍼   | U+1F9D1;U+1F3FD;U+200D;U+1F37C; | 🧑 🏽[ZWJ]🍼 | person feeding baby: medium skin tone       |
| 🧑🏾‍🍼   | U+1F9D1;U+1F3FE;U+200D;U+1F37C; | 🧑 🏾[ZWJ]🍼 | person feeding baby: medium-dark skin tone  |
| 🧑🏿‍🍼   | U+1F9D1;U+1F3FF;U+200D;U+1F37C; | 🧑 🏿[ZWJ]🍼 | person feeding baby: dark skin tone         |

- ZWJは、ゼロ幅接合子で、符号を接合し、新たな表示文字を作成する指定。

## 関連書籍
- ひよこクラブ編『初めてママの母乳育児安心BOOK―妊娠中から卒乳まで』ベネッセコーポレーション (2004年)ISBN 4828856765
- 桶谷式乳房管理法研鑚会編『桶谷式 母乳で育てる本』主婦の友社 (2002年)ISBN 4072327565
- 根岸正勝著『母乳で育てる元気な赤ちゃん―授乳・離乳・卒乳・アトピーアレルギー』池田書店 (2000年)ISBN 4262164187